# Atrichopogon briani
Atrichopogon briani är en tvåvingeart som beskrevs av Meillon 1961. Atrichopogon briani ingår i släktet Atrichopogon och familjen svidknott.
Artens utbredningsområde är Madagaskar. Inga underarter finns listade i Catalogue of Life.